# Diego López de Vergara y Aguilar
Diego López de Vergara y Aguilar (falecido em 1662) foi um padre católico romano nascido em Lima e bispo eleito do Panamá (1662).

## Biografia
No dia 8 de agosto de 1662, foi nomeado durante o papado do Papa Alexandre VII como Bispo do Panamá. É incerto se ele alguma vez tomou posse da Sé; em 1662, faleceu antes de ser consagrado.